# Квирила
Квири́ла (Карганагдон, осет. Хъӕргӕнӕгдон, груз. ყვირილა) — река в Южной Осетии и Грузии, левый приток Риони.

## Географические сведения
Берёт начало в Южной Осетии, в ущельях Рачинского хребта. Бо́льшая часть расположена в Грузии. Длина реки — 140 км, площадь водосбора 3630 км². После впадения левого притока — реки Дзирула течёт по равнинной местности, до — по гористой. Впадает в Варцихское водохранилище на высоте 87 м над уровнем моря, южнее города Кутаиси. Питание реки в основном дождевое. В среднем расход воды за год у города Зестафони, находящегося в 42 километрах от устья, 61 м³/с, в устье около 90 м³/с. Река является сплавной.
В бассейне реки находится Чиатурское месторождение марганцевых руд.

## Населённые пункты на реке
По порядку от истока:
- Хугата (Хугатикау) (Ю.Осетия)
- Битета (Битетикау) (Ю.Осетия)
- Цон (Ю.Осетия)
- Додота (Ю.Осетия)
- Хампалгом (Ю.Осетия)
- Тбет (Ю.Осетия)
- Верхний Карзман (Ю.Осетия)
- Нижний Карзман (Ю.Осетия)
- Переви (Грузия)
- Переу (Ю.Осетия)
- Сачхере (Грузия)
- Чиатура (Грузия)
- Зестафони (Грузия)